# Robert Heitz
Pour les articles homonymes, voir Heitz.
Marie Charles Robert Heitz, né à Saverne (alors en en Alsace-Lorraine, Empire allemand) le 3 août 1895 et mort à Strasbourg le 14 novembre 1984, est un administrateur, homme politique, écrivain, critique d'art, peintre et résistant français.
Observateur intelligent de son époque, il a laissé deux volumes de souvenirs et de réflexions, Souvenirs de jadis et de naguère (1963) et Vues cavalières (1974), que Georges Foessel (1939-2020), archiviste de Strasbourg et historien, qualifie de « sources indispensables pour l'histoire du XXe siècle alsacien ».

## Biographie

### Jeunesse et études
Robert Heitz est le fils d'Antoine Heitz, maître boucher, et de son épouse Marie née Rischmann. Il fait ses études secondaires au collège de Saverne. Après le décès de son père en 1908, sa mère déménage à Strasbourg où il passe son baccalauréat. Elle l'inscrit au collège épiscopal Saint-Étienne. En 1913, il commence des études de droit à l'université de Strasbourg.

### Première Guerre mondiale
Robert Heitz est incorporé dans l'armée allemande en 1915, mais une scarlatine providentielle quoique grave l'envoie au lazaret militaire de Strasbourg-Neudorf dirigé par le professeur Tabora. Celui-ci, grâce à des connaissances communes, le prend sous sa protection et, après sa guérison, le fait affecter au corps de santé puis se débrouille pour l'y garder, quitte à user de moyens peu orthodoxes quand un passage au conseil de révision se profile. Il y servira donc pendant toute la durée de la guerre au lazaret militaire de Neudorf.
Le 9 novembre 1918 il est élu par ses camarades président de l’Arbeiter und Soldatenrat de l'hôpital, alors qu'il s'était déjà démobilisé de son propre chef et avait rendu ses effets militaires. Du fait de ses sentiments français il ne joue aucun rôle « révolutionnaire » et n'assiste que deux ou trois fois aux séances du Soviet central qui se tenaient, dit-il lui-même, « dans une atmosphère empestée de mauvais tabac et d'alcool ». Il se préoccupe surtout de diriger la liquidation de l'hôpital : des malades infectieux menaçaient de s'enfuir car ils avaient peur d'être faits prisonniers. Robert Heitz réussit à les rapatrier en Allemagne.
Concernant ces événements de novembre 1918, voici ce qu'en dit un demi-siècle plus tard Robert Heitz, sous le titre « Une immense confusion » :

« Les semaines qui ont précédé la libération du 22 novembre 1918 ont été marquées par une immense confusion de mouvements de foule, de cortèges, de manifestations, de pillages, de bagarres, de fusillades, mais aussi d'intrigues secrètes, de palabres, de faux-semblants et de double jeu, écheveau embrouillé dont il est difficile de dévider les fils. D'autant plus qu'aucun des principaux acteurs de la tragi-comédie locale qui faisait suite au grand massacre n'a laissé un récit complet des événements. »

### L'entre-deux-guerres
Robert Heitz est proche du groupe de Mai, formé en 1919 par des peintres alsaciens, dont Jacques Gachot, Balthasar Haug, Edouard Hirth, Martin Hubrecht, Lucien Hueber, Louis-Philippe Kamm, Lisa Krugell (qui réalisa son portrait), Charles Schenckbecher, Simon-Lévy, Paul Welsch…
Robert Heitz fonde ou participe à d'autres groupes assez éphémères (en 1924 le groupe des 4 qui devient le groupe des 5 en 1925) dont le groupe de La Barque, animé par Daniel Schoen, qui exposera à Paris à la galerie Bernheim-Jeune en 1930.
En 1924, il adhère à l'Action française à la section de Colmar où son frère est avocat.
Sa position politique est aussi complexe que ne l'était la situation politique en Alsace entre les deux guerre. Elle est indiquée sous forme autobiographique romancée dans Mon ami Hans. Paul Dungler, dirigeant de l'Action Française du Haut-Rhin, sera le chef du réseau de Résistance dont fera partie Robert Heitz jusqu'à son arrestation. Ce roman est très proche des faits dans sa partie relative à la guerre 1939-1945, mais sa partie relative à l'entre-deux deux-guerres décrit de façon ambiguë et masquée sa position politiquement franco-patriotique et culturellement teintée de germanisme, qui l'avait fait considérer par certains comme « autonomiste ».
Sur le plan professionnel, à la fin de la Première Guerre mondiale, Robert Heitz est engagé comme stagiaire par l'administration judiciaire des finances. En 1920, il devient conseillé juridique au siège des Assurances sociales d'Alsace-Lorraine puis en devient le directeur adjoint.

### Seconde Guerre mondiale
Pendant la drôle de guerre, Robert Heitz est directeur de l'Institut des assurances sociales qu'il replie au sanatorium de Saales.
En automne 1940, il constitue un groupe avec ses amis qui refusent, comme lui, la nazification et la germanisation de l'Alsace. Il a des contacts avec d'anciens militants de l'Action française comme Joseph Rey, Paul Armbruster et Jean Eschbach. Par l'intermédiaire de Joseph Rey, il entre en contact avec le juge Alfred Weninger à Colmar et le colonel Louis Andlauer, alias « Kellermann » des Services de renseignements (SR) de Vichy basé à Saint-Dié. L'industriel Jean-Paul Lacour de Sainte-Marie-aux-Mines assure la liaison avec ce dernier,. Dans un premier temps, l'action de Robert Heitz se limite à l'aide aux prisonniers de guerre évadés et à la propagande en faveur des Alliés.
En 1941, par son ami l'avocat Pierre Schreckenberg il est invité aux réunions de l'organisation clandestine du docteur Bareiss, mais il préfère garder ses distances avec ce groupe qu'il ne trouve pas assez discret,. Il est membre d'un autre groupe de résistants comptant dans ses rangs entre autres René Clément, ancien directeur de la Banque de France ; Henri Eschbach, conseiller d'État et ancien président du tribunal administratif ; Alfred Weninger, juge, et le libraire Octave Landwerlin. Ce groupe transmet ses renseignement à Vichy,.
En septembre 1941, Alfred Weninger lui demande de rédiger un rapport sur la situation de l'Alsace, annexée de fait  pour le transmettre au gouvernement de Vichy. Ce document doit présenter le contexte alsacien (militaire, économique, administratif, scolaire, culturel, religieux et linguistique…) et préparer le retour du territoire dans le giron de la France. Il doit aussi permettre de saisir la commission d'armistice sur l'imminence du danger de l'incorporation de force des Alsaciens dans l'armée allemande. Lorsqu'il termine le Rapport d'Alsace, il le remet à son ami Joseph Fleurent, premier président de la cour d'appel de Colmar, qui le modifie et développe certains paragraphes. Alfred Wininger et Joseph Rey effectuent les premières copies et Jean-Paul Lacour le transmet au colonel des SR Louis Andlauer à Saint-Dié. Il est aussi envoyé aux Alliés et aux services du général de Gaulle. Le 12 avril 1942, les Allemands découvrent un paquet contenant plusieurs lettres privées et un exemplaire du Rapport Alsace dans les toilettes du train Paris-Toulouse. Les lettres permettent à la Gestapo de Strasbourg de remonter jusqu'à l'organisation du docteur Bareiss et de la détruire.
En novembre 1941, il adhère au réseau Confrérie Notre-Dame (CND) des Forces françaises combattantes (FFC) et devient agent de renseignement.
En février 1942, il participe à la diffusion du Rapport économique que lui a remis Pierre Schreckenberg,.
Le 8 mai 1942, Robert Heitz est arrêté et interrogé au siège de la Gestapo rue Sellénick à Strasbourg. Il est relâché car protégé par son statut de haut fonctionnaire « Regierungsrat ». Le 22 mai 1942, il est une nouvelle fois arrêté dans le cadre de l'enquête sur le Rapport économique et interné à Kehl, puis transféré à Offenbourg le 27 juin et enfin à Wolfach. Il est libéré le 10 août 1942 avec d'autres suspects sans qu'aucune charge ne soit retenue contre eux.
Robert Heitz est arrêté une troisième fois le 9 septembre 1942 et détenu à Strasbourg. Il est accusé d'avoir rédigé le Rapport d'Alsace. Le 21 septembre 1942, il est transféré au de camp de sureté de Vorbruck-Schirmeck. Il est jugé du 4 au 10 mars 1943 à Strasbourg par le Reichskriegsgericht (cour martiale du Reich). Il est accusé « d'être membre d'une organisation d'espionnage et d'avoir apporté une aide à l'ennemi ». Il est condamné à mort et la sentence est confirmée le 16 avril 1943 par l'amiral Max Bastian,,.
La sentence est suspendue le 15 août 1943 grâce à l’intervention du maréchal Pétain, de certains Nancéiens (Nanziger) et d’amis allemands.
Il est interné à la prison de Bruchsal puis déplacé, le 31 mars 1945, à celle de Ludwigsburg, au nord de Stuttgart. L'armée française approchant, il est libéré le 20 avril 1945 à la suite de l'intervention du docteur Strölin, maire de Stuttgart,.
Robert Heitz dépeint « le conflit permanent entre le sentiment humain et le rôle volontairement assumé de chef conscient de ses écrasantes responsabilités » : « La règle voulait, lorsqu'un des nôtres tombait aux mains de l'ennemi, qu'il fût oublié de tous les autres en tant qu'être vivant. Toute inquiétude sur son sort nous eût induits en des tentations dangereuses pour la vie du réseau. Nous n'avions pas le droit d'essayer de le sauver. Nous avions le devoir strict de l'arracher, sinon de notre cœur où son image pantelante demeurait enfouie, au moins de nos pensées qui ne pouvaient se permettre d'être vagabondes ».

### Après guerre
En 1945, Robert Heitz est président de la section du Bas-Rhin de l’Association des internés et déportés politiques d’Alsace (AIDPA). Il est également président des Artistes indépendants d'Alsace (AIDA) jusqu'en 1972 où il cède à la place à Jean-Jacques Hueber dont il fut le mentor et l'ami.
Au lendemain de la guerre, il commence à travailler au service des Assurances sociales d'Alsace-Lorraine, début d'une brillante carrière qui devait le mener jusqu'à la direction de la Caisse régionale d'assurance vieillesse, où il est en fonction de 1945 au 31 mars 1962. Ses fonctions, qu'il remplit avec conscience, lui permettent à ses yeux d'être son propre mécène et il peut se consacrer aux arts, particulièrement à la peinture et à la littérature, qui correspondent à sa vraie personnalité.
Robert Heitz est élu au conseil municipal de Strasbourg de 1959 à 1971, adjoint à la culture de Charles Frey puis de Pierre Pflimlin
Son frère Fernand Heitz (1891-1963), avocat et bâtonnier au barreau de Colmar, décède en 1963,.

## Le Peintre
Robert Heitz laisse une œuvre importante, commentée par lui-même dans "Hommages et pastiches" (1984), et étudiée par Paul Ahnne et François Petry. Son œuvre est bien représentée au MAMCS et des collections privées.
La peinture de Robert Heitz s'échelonne sur 70 ans à partir de 1914. À la différence de la majorité des peintres alsaciens de son temps, il a peint relativement peu de paysages et autres thèmes régionaux, il a fait le choix de la peinture à sujet.
Robert Heitz a lui-même affirmé: « À l'origine de ma passion pour la peinture se trouvait non pas l'envie de reproduire une chose vue dans la nature, paysage ou figure humaine, mais l'admiration que je porte aux chefs-d'œuvre du passé ». Son intérêt pour la peinture ancienne a profondément marqué ses propres créations.

### Formation
Dans ses premiers dessins et peintures, peu avant la Guerre de 1914-1918, Robert Heitz s'applique d'abord en autodidacte: premiers paysages (peinture du canal de Saverne, château du Griffon), dessins dans des carnets représentant des personnes familières. Après 1918, il suit avec Lucien Haffen;  Armand Ingenbleek, Paul Iske, Alfred Pauli, les cours de Marguerite Jaeggi-Forrer (élève de Paul Sérusier et Maurice Denis); chez celle-ci, les sujets d'après nature et les études de nus sont multipliés. Le cézannisme est la ligne dominante. Robert Heitz fait aussi plusieurs stages à la Grande-Chaumière à Paris (1920-1925). En 1920 lors d'un voyage à Rome, dans une exposition, il reçoit « la révélation fulgurante » de Giorgio de Chirico. Cette découverte sera déterminante pour lui.

### Analyse de l’œuvre
Les auteurs distinguent plusieurs périodes dans l'évolution de Robert Heitz,.
- les années 1920, marquées par la création de peintures réalistes (scènes parisiennes, scènes de port de mer, d'acrobates, de boxeurs), les couleurs sont claires et gaies.
- les années 1931 à 1936, ou la peinture "à sujets" est dominante: homme de grande culture Robert Heitz s'est inspiré de thèmes bibliques, et davantage encore de la mythologie et de l'histoire antique (environ un quart des tableaux répertoriés sont en lien avec l'antiquité). De grands textes littéraires (les tragiques grecs, Shakespeare) sont également une de ses sources d'inspiration, ce qui lui vaut le qualificatif de peintre "littéraire", qu'il n'apprécie guère.
- les années 1937 à 1942, polymorphe et surréaliste. En 1939, Robert Heitz expose simultanément sous son nom et, sous la signature de Adrien Meis avec une invitation préfacée par "Robert Heitz critique d'art reconnu" des œuvres oniriques violentes ou érotiques. De 1949 à 1942, ses toiles sont marquées par des ambiances tragiques aux ciels chargés.
- les années 1950 à 1960, dans la plénitude de ses moyens, Robert Heitz crée des images fortes, bien mises en page de personnages en buste ou à mi-corps sur des paysages schématisés. Les couleurs sont sombres, brique, ou terres d'ombre.
- Après 1970, Robert Heitz se tourne vers les maitres qu'il admire (A. de Messine, Le Greco, Velasquez, David, Ingres, Delacroix, Manet); la touche est estompée et lourde animée de contrastes de d'ombres. C'est la période des pastiches[24],[25].

#### Thèmes illustrés
L'œuvre de Robert Heitz comprend des autoportraits à tous les âges de sa vie d'artiste de 1915 à 1980. Les thèmes de l'antiquité servent de prétexte à des représentations oniriques voire surréalistes.Les motifs d'architecture antique rappellent Giorgio de Chirico.
Julien l'Apostat, dont le jeune Robert Heitz a possédé une monnaie trouvée à Saverne, est plusieurs fois représenté. En 1939, il écrit un roman "Julien l'Apostat" et peint la toile éponyme. En 1941, emprisonné, il réalise des dessins dont certains seront utilisés pour la toile  "Julien l'Apostat à la bataille de Strasbourg" conservée au MAMCS.

## Hommages

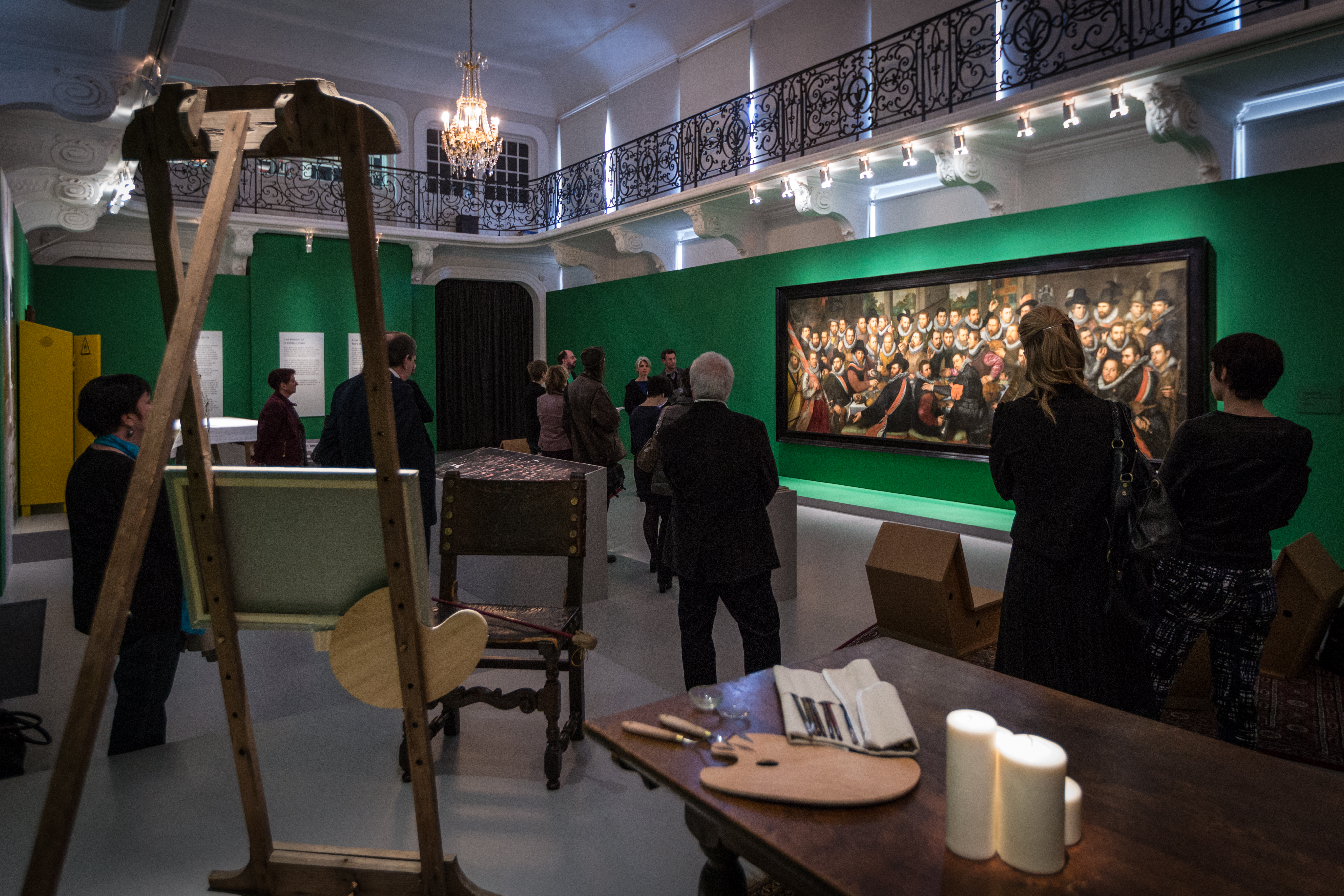
Présentation de la restauration de La garde civique de Saint-Adrien de Cornelis Engelsz. dans la galerie Robert Heitz du musée des Beaux-Arts de Strasbourg en mars 2014.

- Depuis 1995, un square strasbourgeois, inauguré par Catherine Trautmann, porte son nom[21],[27].
- À Wolfisheim, une rue porte également son nom[28].
- Le musée des Beaux-Arts de Strasbourg a donné son nom à une galerie qui accueille les expositions temporaires de l’institution.

## Distinctions
Il est reconnu « déporté résistant ».
- Médaille de la Résistance française avec rosette (décret du 31 mars 1947)[30]

## Œuvres
- Strasbourg, musée d'Art moderne et contemporain :
  - Cathédrale, 1918, dessin, illustration d'un poème de R. Redslob[31] ;
  - Rue avec réverbère, 1921, huile sur toile ;
  - Château d'Ottrot en hiver, 1922, huile sur toile[32] ;
  - Portrait de Robert Forrer, vers 1926, dessin[33] ;
  - La Bugatti, 1928, huile sur toile (Inv. : 10809) ;
  - Autoportrait, 1928, huile sur toile (Inv. : 55.974.0.292)[34] ;
  - Dialogue, 1929, huile sur toile[35] ;
  - Nocturne, 1930, huile sur toile (Inv. : 55.985.4.31) ;
  - Saül et David, 1933, dessin[36] ;
  - Caïn, Suite Biblique 1935, estampe[37] ;
  - L'Enfant prodigue, 1935, Suite Biblique, estampe[38] ;
  - La Sulamite, 1935, Suite Biblique, estampe[39] ;
  - La Terre promise, 1935, Suite Biblique, estampe[40] ;
  - La Tristesse de Saül, 1935, Suite Biblique, estampe[41] ;
  - Le Déluge, 1935, Suite Biblique, estampe[42] ;
  - Le Sinaï, 1935, Suite Biblique, estampe[43] ;
  - Le Jardin Eden, 1935, Suite Biblique, estampe[44] ;
  - Salomé, 1935, Suite Biblique, estampe[45] ;
  - Saül et la Pythonisse d'Endor, 1935, Suite Biblique, estampe[46] ;
  - Boxeurs, 1935, huile sur toile[47] ;
  - L'Émeute , 1936, huile sur toile[48] ;
  - La Naissance de Vénus, 1938, huile sur toile[49] ;
  - La Poursuite , 1938, huile sur toile[50] ;
  - La Tentation de saint Antoine, 1939, huile sur toile[51] ;
  - Saint Martin, 1940, huile sur toile[52] ;
  - Julien l'Apostat à la bataille de Strasbourg, 1941, huile sur toile[26] ;
  - La Tour d'ivoire, 1941, huile sur toile[53] ;
  - Autoportrait en prison, 1943, huile sur toile[54] ;
  - Place Saint-Étienne, 1946, huile sur toile[55] ;
  - Le Cheval blanc , 1953, huile sur toile[56] ;
  - Saint François d'Assise, 1955, dessin[57] ;
  - Hommage à Richard Brunck de Freundeck, 1957, dessin[58] ;
  - Copie d'après Chirico, 1965, huile sur toile[59] ;
  - La Vieille Strasbourgeoise, 1967, huile sur toile[60] ;
  - La Licorne, huile sur toile[61] ;
  - Strasbourg, estampe[62].

### Expositions
- « Soixante ans de portraits d'artistes alsaciens », Strasbourg, Maison d'Art Alsacienne à l'Ancienne Douane, du 26 février au 24 mars 1966.
- « La T.S.F. des années folles 1919-1939 », Riquewihr, musée d'Histoire des PTT d'Alsace, du 4 avril au 11 novembre 1987.
- « Les réalismes en Alsace dans l'entre-deux-guerres », Strasbourg, musée d'Art moderne et contemporain, du 7 novembre 2003 au 25 janvier 2004.

## Publications

### Ouvrages
- Julien l'Apostat - Roman alsacien (illustrations de l'auteur), Éditions Sebastien Brant Strasbourg, 1939, 150 p.
- Robert Heitz, forçat 365 - À mort : souvenirs, Éditions de Minuit, 1946, 312 p.[63]
- Échec à l'absurde, 1946, Robert Heitz préfacier[64].
- Le maréchal Pétain, l'Alsace et la Lorraine, par Louis Cernay, préface du général Weygand et de Robert Heitz[65],[66].
- Mon ami Hans - roman (suite de Julien l'Apostat), Édité par l'auteur Strasbourg, 1953, 350 p, tirage 1000 ex numérotés et 200 ex HC.
- Un Grand Strasbourgeois, Charles Frey, préface de Robert Heitz, Édition des Dernières nouvelles, 1956, 114 p.[67]
- Strasbourg, texte de Robert Heitz et photographies d’Alice Bommer, Hachette, 1961, 111 p.[68]
- Souvenirs de jadis et de naguère, 1963[69].
- Et Leclerc prit Strasbourg, préface de Robert Heitz, Jacques Granier éd., 1970[70].
- Vues cavalieres : réflexions et souvenirs, Éditions des Dernières nouvelles de Strasbourg, 1974, 263 p.  (ISBN 2716500002)[71].
- L'Alsace de 1900 à nos jours, collectif, Éditions Privat, 1979, 398 p[72],[73].

### Publications sur l'art
- « Le Groupe de Mai : dixième anniversaire 1919-1929, Jacques Gachot, Balthasar Haug, Edouard Hirth, Martin Hubrecht, Lucien Hueber, Louis-Philippe Kamm, Lisa Krugell, Charles Schenckbecher, Simon-Lévy et Paul Welsch », La Vie en Alsace, 1929[74].
- « Physionomie d'artiste : Paul Welsch », La Vie en Alsace, Strasbourg, 1931.
- Le Sculpteur René Hetzel, 1946[75].
- Le Peintre Luc Hueber, 1947[76].
- La sculpture en Alsace des origines à nos jours, Éditions Alsatia, 1949, 166 p.[77]
- Le Graveur Richard Brunck de Freundeck, 1950[78].
- L'Alsace : vue par les artistes, Horizons de France, 1952, 135 p.[79]
- Le Peintre Georges Daniel Krebs, 1967, Robert Heitz, Paul Ahnne et Antoine Fischer[80].
- Armand Ingelbleek : lyrisme et couleur, Robert Heitz et Paul Ahnne[81].
- « Étapes de l'art alsacien aux XIXe et XXe siècles. Peintres, sculpteurs et graveurs », Saisons d'Alsace, Strasbourg, Istra, 1973.
- Robert Heitz : Hommages et pastiches, Strasbourg : Éditions de la Nuée-Bleue, 1984[82].

### Romans et contes
- Mon ami Hans, 1953[83].
- Le Douzième apôtre, 1955[84].